# Walenty Skorochód-Majewski

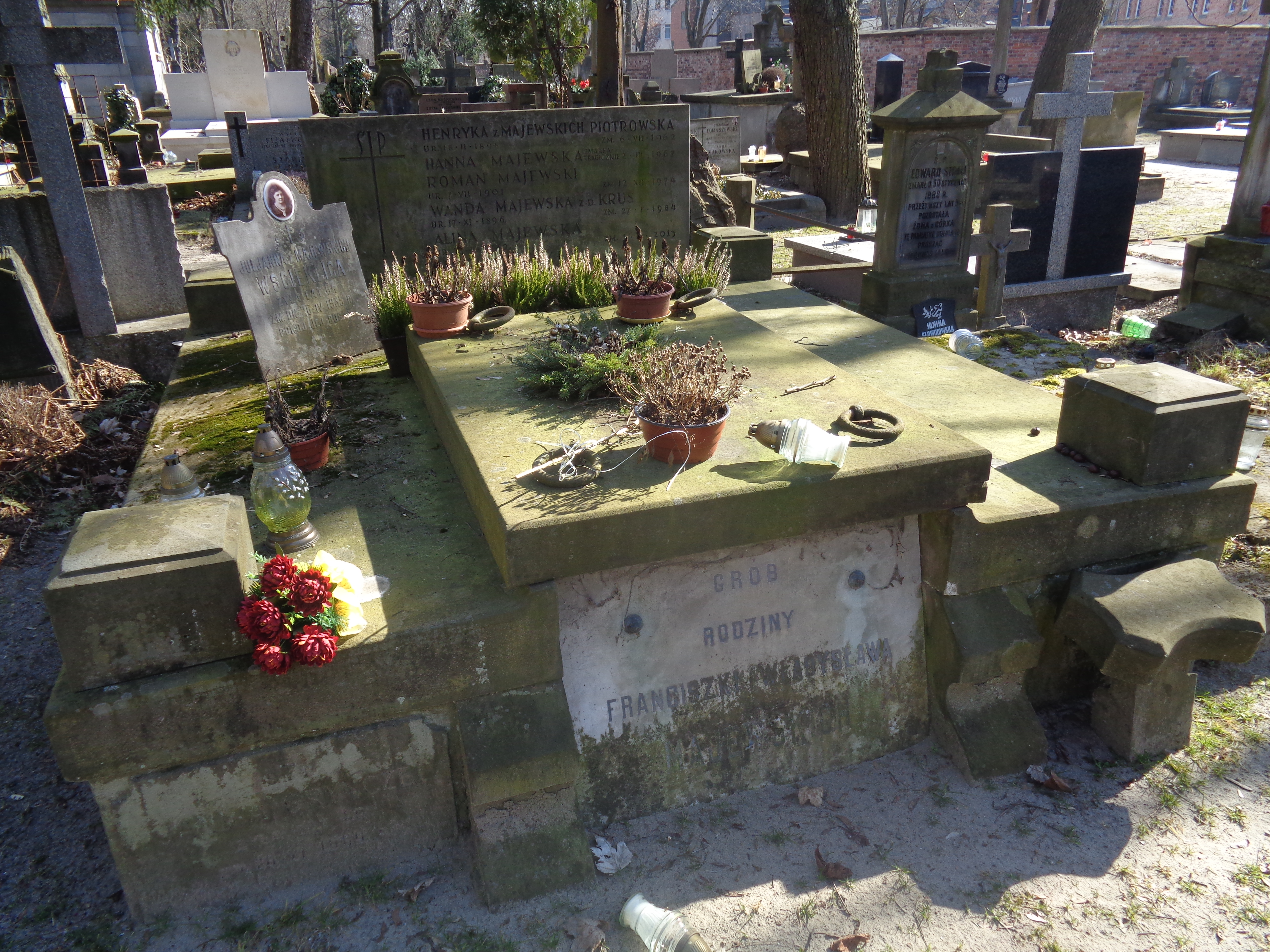
Nagrobek Walentego Skorochód-Majewskiego na cmentarzu Powązkowskim

Walenty Skorochód-Majewski (ur. w 1764 w Skorochodzie-Guzach, zm. 3 lipca 1835 w Warszawie) – polski historyk, językoznawca, archiwista, polityk i drukarz.

## Życiorys
W 1785 ukończył kolegium pijarskie w Warszawie i zaczął w nim pracować. W latach 1787–1789 pracował w sądownictwie, następnie jako prywatny nauczyciel. Od 1791 nauczał w Korpusie Kadetów. W powstaniu kościuszkowskim dowodził batalionem w stopniu kapitana. Odniósł ranę w bitwie pod Maciejowicami. Od 1797 pełnił obowiązki tłumacza i sekretarza w Komisji Trzech Dworów zajmującej się likwidacją długów Rzeczypospolitej Obojga Narodów i króla. Brał udział w odzyskiwaniu części archiwów polskich wywiezionych do Sankt Petersburga. Stał na czele Południowopruskiego Głównego Archiwum Krajowego, a w 1808 został pierwszym kierownikiem Archiwum Ogólnego Krajowego. Był członkiem Towarzystwa Warszawskiego Przyjaciół Nauk, na forum którego wygłaszał wykłady z archiwistyki. W 1814 jako pierwszy w Polsce użył sformułowania nauki pomocnicze historii. Na polecenie Feliksa Łubieńskiego przetłumaczył na polski francuski kodeks handlowy.
Od 1813 interesował się językoznawstwem Europy i Azji (szczególnie sanskrytem) oraz historią plemion słowiańskich i azjatyckich. Przetłumaczył na polski wiele prac z tej dziedziny (m.in. Jana Potockiego, Jean-Baptiste’a Bourguignon d’Anville’a, Juliusa von Klaprotha, Antoine-Léonarda de Chézy’ego). Doszukiwał się dowodów na poparcie tezy o pochodzeniu Słowian od mieszkańców Indii, czemu podporządkowane były jego najważniejsze publikacje. W 1815 w swojej kamienicy przy ulicy Świętojańskiej założył pierwszą w Polsce drukarnię sanskrycką. Jego prace były krytykowane (m.in. przez Joachima Lelewela i Jana Czeczota) za chaotyczność, rozwlekłość i naginanie argumentów do tez.
W 1820 i 1825 pełnił funkcję deputowanego na sejm Królestwa Polskiego z VI cyrkułu miasta Warszawy. Był znany z częstego noszenia kontusza i rygorystycznego przestrzegania staropolskich obyczajów. Został pochowany na cmentarzu Powązkowskim (kwatera 29 wprost-6-27).

## Ważniejsze publikacje
- O Sławianach i ich pobratymcach (Warszawa 1816)
- Rozkład y treść dzieła o początku licznych Sławiańskich Narodów, tudzież każdego w szczególności we IV. Tomach… (Warszawa 1818)
- Grammatyka mowy starożytnych Skuthów, czyli Skalnych Gorali, Indo-Skythow, Indykow, Budhynow Herodota Samskrytem, czyli dokładną mową zwaney… (Warszawa 1828), oparta na podobnej pracy Franza Boppa
- Gramatyka języka tureckiego (Warszawa 1830)